# Araneus cingulatus
Araneus cingulatus är en spindelart som först beskrevs av Charles Athanase Walckenaer 1842.  Araneus cingulatus ingår i släktet Araneus och familjen hjulspindlar. Inga underarter finns listade i Catalogue of Life.